# كأس أرمينيا 2001
كأس أرمينيا 2001 هو الموسم 10 من كأس أرمينيا. أقيم خلال الفترة 7 أبريل 2001 وحتى 27 مايو 2001، وأشرف على تنظيمه اتحاد أرمينيا لكرة القدم، وكان عدد الأندية المشاركة فيه 16، وفاز فيه نادي ميكا.